# Vilma Reyes Escalante
Vilma Antonieta Reyes Escalante es una médica y política hondureña. Hasta el año 1998 estuvo casada con el médico y también político César Castellanos Madrid, quien falleció en el año 1998. Entre 1998 y 2002 fue alcaldesa de Tegucigalpa, M.D.C.

## Biografía
Nació en Santa Bárbara. Es la tercera de ocho hijos del matrimonio entre el comerciante Aureliano Reyes y Bárbara Escalante. A inicios de los años 1970, su familia emigró a la ciudad de Tegucigalpa, M.D.C. donde cursó sus estudios secundarios y asimismo universitarios. En los años 70 conoció a César Castellanos Madrid, con quien posteriormente contrajo matrimonio y de quien actualmente es viuda.

## Acusación por Malversación de Caudales Públicos
En 1999, Marisabel Rodríguez -en ese entonces esposa del expresidente de Venezuela Hugo Chávez, se reunió con Vilma Reyes Escalante, quien en ese entonces era presidenta del FUDEHFA y alcaldesa de Tegucigalpa y quien había sido la creadora de un proyecto dirigido a los niños pobres de Honduras llamado "El Vaso de Leche". Rodríguez donó varios millones de bolívares  equivalente a 10,000 dólares estadounidenses a FUDEHFA y se utilizaron 4,000 dólares para el pago de zapatos para los niños pobres en los albergues de Tegucigalpa. Posterior a ello, El señor Nasry Asfura quien era miembro de esta asociación, manifestó que dichas cantidades nunca fueron entregados a FUHDEFA. Vilma Reyes Escalante expresó a su vez que se los había entregado a la Secretaria Privada Ivonne Le’Sge de Molina para hacer el trámite en el banco central, quien después aceptó frente al jefe del departamento legal de la alcaldía Abogado Rigoberto Espinal Irias que ella los tomó porque había tenido una necesidad económica; el abogado Espinal Irias dio su declaración al respecto ante la fiscalía. A raíz de esta situación la secretaria Ivonne Le’Sge de Molina fue removida de su puesto. 
Posterior a esto la contraloría general de la República demandó ante los juzgados a Vilma Reyes Escalante, y la conclusión de dicho juicio fue decomisarle un terreno en la colonia Villa Elena en pago del total de la donación (10,000 dólares).

## Carrera política
Es miembro del Partido Nacional de Honduras. Tras la muerte de su esposo, César Castellanos Madrid, quien tenía el cargo de alcalde del Distrito Central, Vilma Reyes Escalante tomó las funciones como alcaldesa. Fue alcaldesa del Distrito Central durante 1998 al 2001, siendo sucedida por el financiero y político hondureño, Miguel Pastor, también miembro del Partido Nacional de Honduras.
En las elecciones generales de Honduras de 2005 fue elegida como diputada al Parlamento Centroamericano por el departamento de Francisco Morazán, por el Partido Nacional de Honduras. Ocupó tal cargo en el Parlamento Centroamericano desde 2006 hasta 2010.
En el año 2009, ella junto al alcalde de Tegucigalpa de ese entonces, Ricardo Álvarez Arias fueron parte de un homenaje dirigido a César Castellanos Madrid, después de 11 años de su muerte.